# Politiezone Polbruno

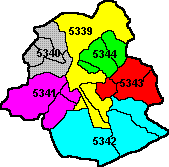
Politiezones in het Brussels Hoofdstedelijk Gewest

De Politiezone Polbruno (zonenummer 5344) is een Belgische politiezone gelegen in het Brussels Hoofdstedelijk Gewest, die bestaat uit de gemeenten Evere, Schaarbeek en Sint-Joost-ten-Node. De politiezone behoort tot het gerechtelijk arrondissement Brussel.
Polbruno werd geleid door de korpschef ad interim, Michel Schauwers, na het overlijden van David Yansenne. Vanaf 2015 stond hoofdcommissaris Frédéric Dauphin, voormalige rijkswachter zoals Yansenne, aan het hoofd, gevolgd ad interim door Daniël De Hertog, voormalige gemeentelijke politieman uit Schaarbeek. Dan, vanaf januari 2022, door Olivier Slosse, komende van de PZ Brussel-Elsene.
Aangezien de politiezone een meergemeentezone is, wordt het beheer en de organisatie  uitgevoerd door het politiecollege, dat bestaat uit de drie respectievelijke burgemeesters, namelijk Ridouane Chahid, Cécile Jodogne en Emir Kir. De dienstdoende burgemeester van Schaarbeek, Cécile Jodogne, is de voorzitter van het politiecollege.
De staf van de politiezone is gelegen te Evere aan de Servaas Hoedemaekersquare 9, boven de burelen van de gemeentelijke administratie van Evere en het zogenoemde "commissariaat 2".

## Afdelingen
De politiezone is onderverdeeld in vijf commissariaten:
- Commissariaat 1, gelegen te Schaarbeek aan de Georges Rodenbachlaan 15
- Commissariaat 2, gelegen te Evere aan de Servaas Hoedemaekersquare 9
- Commissariaat 3, gelegen te Schaarbeek aan de Roodebeeklaan 66
- Commissariaat 4, gelegen te Sint-Joost-ten-Node aan de Bériotstraat 1
- Commissariaat 5, gelegen te Sint-Joost-ten-Node aan de Brabantstraat 82

## Trivia
De naam van de politiezone, Polbruno, is een acroniem en betekent voluit Politie Brussel Noord of Police Bruxelles Nord.

## Afbeeldingen

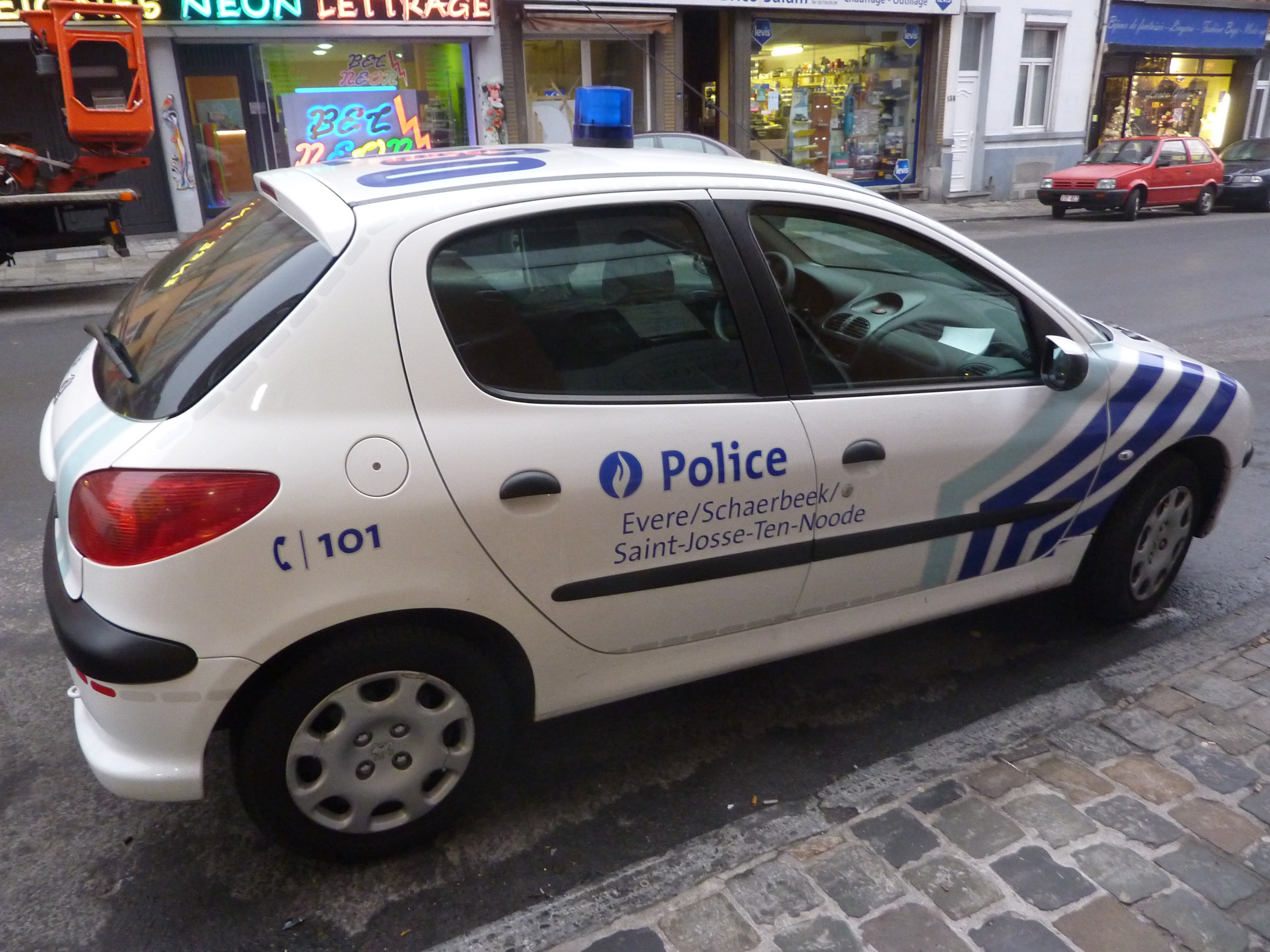
Voertuig van de wijkdienst van de PZ Polbruno
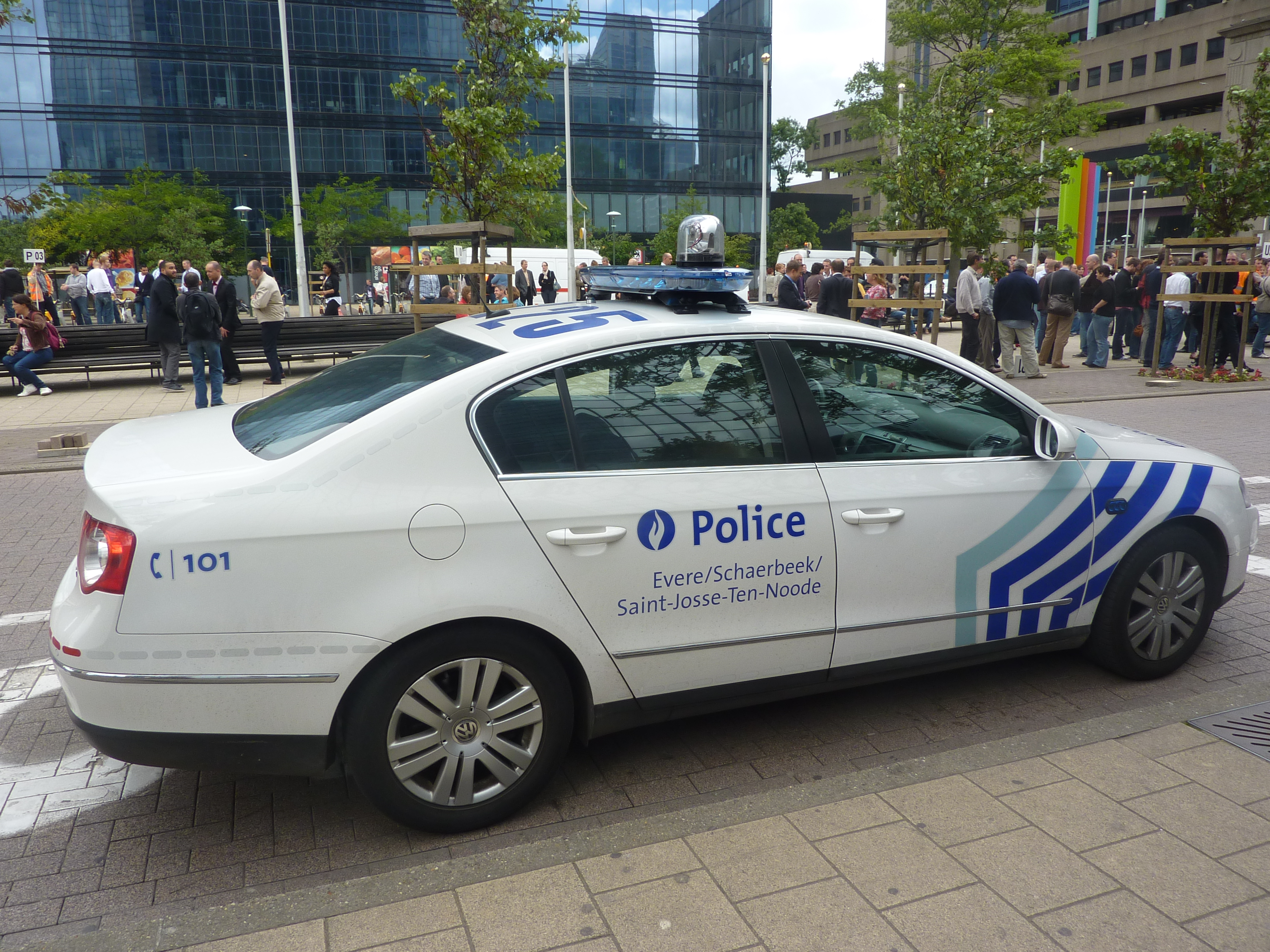
Interventievoertuig van de PZ Polbruno
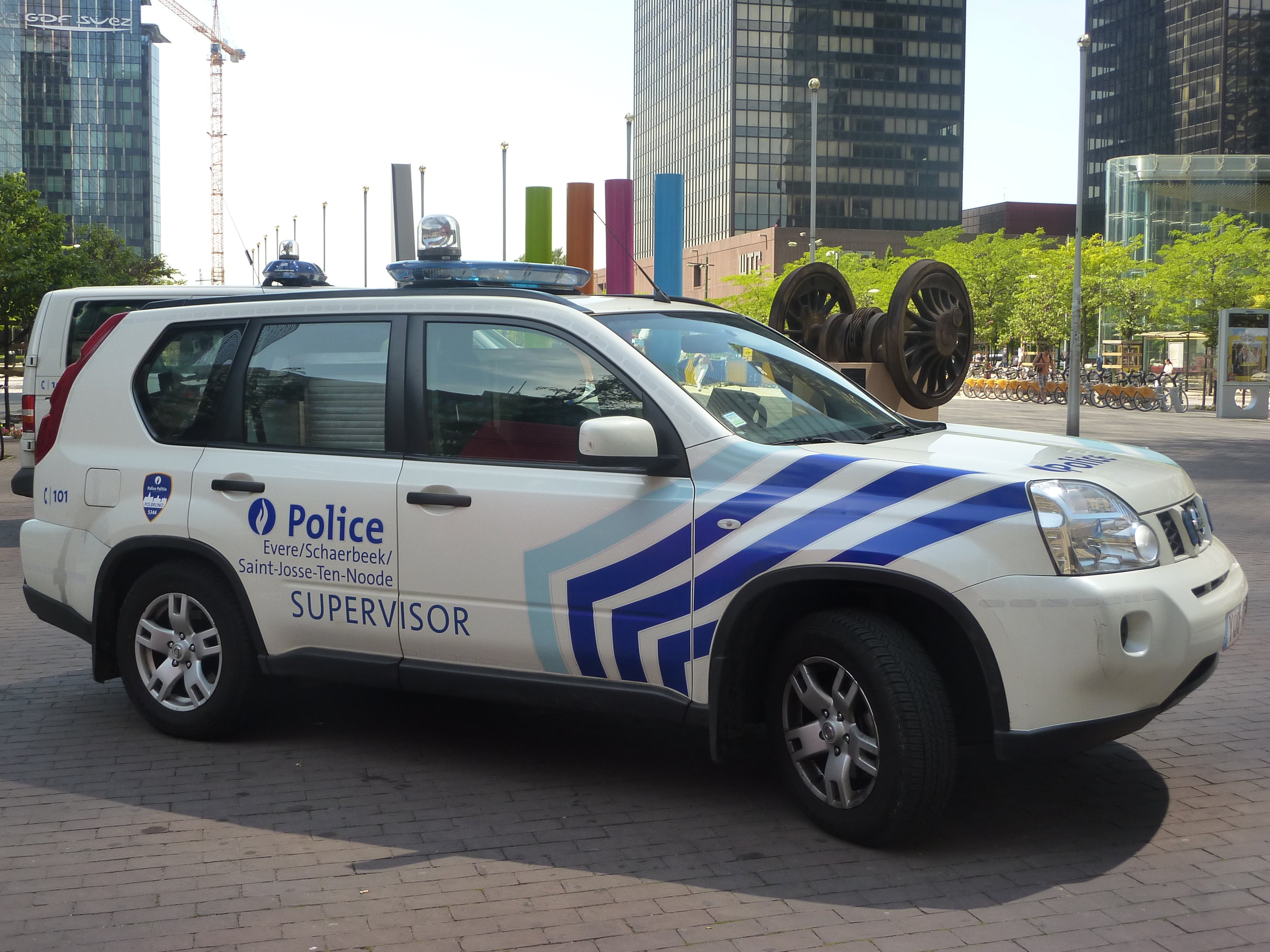
Voertuig van de terrein-supervisor van de PZ Polbruno